# Вульвовагинит
Вульвовагинит — воспаление вульвы (вульвит) и слизистой оболочки влагалища (вагинит). Встречается преимущественно у девочек, женщин пожилого возраста и очень редко у женщин детородного возраста. Возбудители вульвовагинита — гнойная и кишечная флора, гельминты (острицы) и др..
Предрасполагающие факторы:
- Экссудативный диатез.
- Изменения в организме, обусловленные хронической тонзиллогенной интоксикацией.
- Несоблюдение правил гигиены.
- Механические факторы (введение инородных тел во влагалище).

## Причины вульвовагинита
Вульвовагинит у девочек чаще имеет бактериальное происхождение, иногда бывает проявлением аллергической реакции организма, его развитию способствуют острицы, механические раздражения (например, при мастурбации), попадание инородных тел во влагалище, острые инфекционные или вирусные заболевания, интоксикации организма, нарушение гигиены половых органов.

## Симптомы вульвовагинита
При вульвовагините беспокоят зуд, жжение, боли в области наружных половых органов, усиливающиеся при ходьбе и мочеиспускании. Часто заболевание протекает в хронической форме и сопровождается скудными слизисто-гнойными выделениями из половых путей. При наличии инородных тел во влагалище появляются обильные выделения, иногда с примесью крови и неприятным запахом. Длительное хроническое течение вульвовагинита у девочек может привести к образованию плотных сращений малых половых губ, затрудняющих в дальнейшем половую жизнь. При появлении выделений из влагалища следует обратиться к врачу-гинекологу. При своевременном лечении прогноз благоприятный.
Для предупреждения вульвовагинита в детском возрасте рекомендуется проведение общеоздоровительных мероприятий, лечение очагов хронической инфекции, соблюдение личной гигиены. У женщин пожилого возраста вульвовагинит возникает на фоне физиологических изменений слизистой оболочки влагалища.
Хронический вульвовагинит может привести к другой частой патологии, встречается у девочек, — синехий малых половых губ. Синехии малых половых губ — сращение их в нижней трети или на всем протяжении. В детском возрасте синехии рыхлые и, как правило, разделяются тупым щупом. Если их вовремя не разделить они становятся плотными, что может быть препятствием при половой жизни в зрелом возрасте. Полные синехии, когда малые половые губы срастаются на всем протяжении, создают препятствие для мочеиспускания, при этом моча вытекает по каплям через небольшое отверстие, что может приводить к вторичному циститу.
Хронический вульвовагинит может способствовать развитию крауроза вульвы — когда ткани наружных половых органов становятся плотными, часто возникают трещины, эрозии, присоединяется вторичная инфекция. Крауроз относится к фоновым заболеваниям, то есть заболеваниям на фоне которых может возникать рак. Кроме того, хронический вульвовагинит является очагом инфекции в организме девочки, что подрывает её иммунную систему, повышает чувствительность к другим патогенным воздействиям.

## Лечение вульвовагинита
Проводят лечение воспалительных заболеваний влагалища и матки. Устраняют механические и другие раздражители. В острой стадии — постельный режим, обмывание наружных половых органов 2-3 раза в день теплым раствором перманганата калия (1:10 000), настоем ромашки, 2 % раствором борной кислоты. Теплые сидячие ванны со слабым раствором перманганата натрия.